# Črešnjevci
Črešnjevci – wieś w Słowenii, w gminie Gornja Radgona. W 2018 roku liczyła 764 mieszkańców.